# Gustavsfors (Bengtsfors)
Gustavsfors is een gehucht in de gemeente Bengtsfors in het landschap Dalsland en de provincie Västra Götalands län in Zweden. De plaats heeft 159 inwoners (2005) en een oppervlakte van 63 hectare.

## Verkeer
Gustavsfors ligt aan de Länsväg 172 en door het plaatsje heen loopt een kort kanaal met sluizen, dat de verbinding vormt tussen de meren Lelång en het hoger gelegen Västra Silen. Iets ten noorden van het plaatsje loopt de 'Dal–Västra Värmlands Järnväg', een verlaten spoorweg die nu alleen nog toeristisch in gebruik is voor railfietsen.

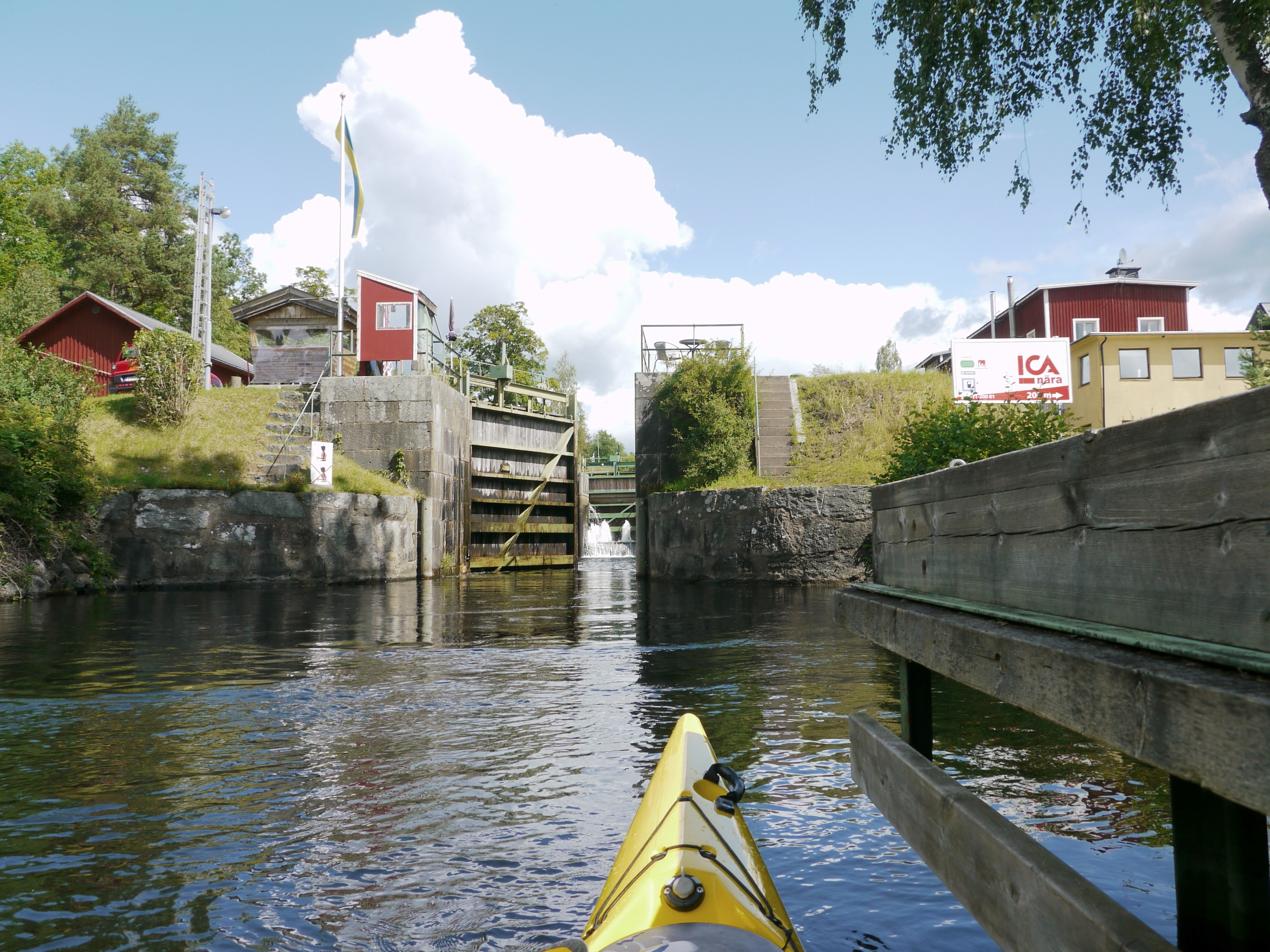
De sluis van Gustavsfors: de doorgang van Lelång naar Västra Silen.